# Horrorcore
L'horrorcore è un sottogenere musicale dell'hip hop.

## Storia
Il termine "horrorcore" fu coniato da Russell Simmons, la mente dietro ai Flatlinerz, che definì il genere come "hardcore rap con riferimenti a temi caratteristici del cinema horror".

## Testi
I testi dei brani horrorcore trattano principalmente temi legati al macabro e all'horror, come omicidi, suicidi, crimini, violenza, necrofilia, satanismo oltre a disagi esistenziali e riflessioni profonde sul proprio essere e sul mondo in generale, cosa che li avvicina ai testi conscious rap. I sample utilizzati nel produrre le basi sono spesso tratti da colonne sonore di film Horror oppure da brani di musica classica opportunamente modificati. Alcune volte tali artisti ricercano volutamente un'atmosfera comica, con un'impronta dark.
In Italia alcuni dei rapper considerabili horrorcore sono i membri dei truceboys e successivamente del truceklan: Noyz Narcos, Metal Carter, Gel, Cole, si annoverano anche la crew DSA Commando, Fabri Fibra con i sui primi progetti in particolare Mr.Simpatia, G0R3 G0D e il gruppo sardo La Fossa.

## Makeup
Alcuni artisti militanti in questo ambiente, si truccano il volto come clown, seguendo una moda resa popolare dalla Psychopathic Records, etichetta horrorcore fondata dalla Insane Clown Posse.
Gli artisti che utilizzano questi trucchi solitamente spiegano che la loro decisione è dovuta solo all'immagine che vogliono dare di sé stessi, a livello mediatico, e non è quindi una scelta che abbia a che fare con l'ambiente hip hop.